# ダラー・サラー
ダラー・サラー（マレー語: Dollah Salleh、1963年10月10日 - ）は、マレーシアの元サッカー選手、サッカー指導者。元サッカーマレーシア代表、元フットサルマレーシア代表。現役時代のポジションはFW。
ダラーは名前（個人名）、サラーは父称（の一部）である。

## 概要
1980年代から1990年代にかけてのマレーシア有数のサッカー選手で、ザイナル・アビディン・ハッサンとの連携でよく知られていた。
監督としてはマレーシア代表を2014年から2015年にかけて率いたものの、アラブ首長国連邦代表戦で10-0の大敗を喫し、辞任を余儀なくされた。

## クラブ歴
1982年に当時セミプロフェッショナルのチームであったジョホールFAでサッカー選手となった。
1987年にセランゴールFAに移籍すると、ハッサン・サニとジェームズ・ウォンのコンビ時代以来のストライカー二頭時代となった。彼とザイナル・アビディン・ハッサンはセランゴールFAでも代表でもコンビを組んだ。
1991年には二人ともにパハンFAに移籍。隣国シンガポールのスター、ファンディ・アマドも相俟ってドリームチームと呼ばれるメンバーとなり、1992年にはリーグ、マレーシアカップともに制覇した。
その後1997年にマラッカ・ユナイテッドFAに移籍、翌1998年にはヌグリ・スンビランFAに移籍し選手生命を終えた。

## 代表歴
代表としては1989年の東南アジア競技大会で金メダルを獲得している他、1993年のムルデカ大会でも韓国代表を3-1で下し優勝している。その他、第一回の東南アジアサッカー選手権にも出場したが、惜しくも決勝戦でタイ代表に敗北した。
また、フットサルマレーシア代表としても出場経験があり、1996 FIFAフットサル世界選手権のメンバーであった。

## 監督歴
サッカー選手引退後は、2003年にMPPJ FCで監督となった。この年にマレーシアカップでサバFAを3-0で破る快挙を成し遂げた。翌年にはスルタン・ハジ・アフメド・シャー・カップ及びマレーシア・プレミアリーグを制覇した。
2005年にはセランゴールFAと長期契約を結んだ。この年には同クラブはマレーシア・プレミアリーグ、ピアラFAマレーシア、マレーシアカップを制覇しトレブルを達成した。しかし、2005-06シーズンにはタイトルを一つも獲得できなかった。しかしセランゴールFAは彼を放出せず、翌2007-08シーズンにはピアラFAマレーシア、マレーシアカップ共に決勝まで行ったものの、共にケダFAに敗北し、タイトルを取り戻す事は出来なかった。この失敗によって彼はセランゴールFAから放出された。
翌2009シーズンにはかつてのパートナー、ザイナル・アビディン・ハッサンと再びコンビを組み、コーチと監督と云う立場でシャーザン・ムダFCに着任した。
しかしシーズンの半ばで彼はタジュディン・ノールの後継としてパハンFAに移籍した。パハンFAでのマレーシアカップの成績が良かったため、2014シーズンはPDRM FAで指揮を執る事になった。PDRM FAはこの年にマレーシア・プレミアリーグを制覇し、クラブをマレーシア・スーパーリーグに昇格させる事に成功した。
2014年6月にはサッカーマレーシア代表の監督に2年契約で就任した。2014 AFFスズキカップではマレーシアを二位に導いたものの、2018 FIFAワールドカップ・アジア2次予選のホームで迎えたパレスチナ代表戦での0-6での大敗、親善試合のオマーン代表戦での6-0の大敗、更に東ティモール代表、バングラデシュ代表、香港代表戦での引分と云う惨憺たる結果に多くの批難を浴びた。決定打となったのはアラブ首長国連邦代表戦での10-0の惨敗であり、2015年9月3日に辞任する事となった。

## タイトル

### 選手

#### クラブ
ジョホールFA
- マレーシアカップ: 1985
- スルタン・ハジ・アフメド・シャー・カップ: 1986

セランゴールFA
- マレーシアリーグ: 1989, 1990
- スルタン・ハジ・アフメド・シャー・カップ: 1987, 1990

パハンFA
- マレーシアリーグ: 1992, 1995
- マレーシアカップ: 1992
- スルタン・ハジ・アフメド・シャー・カップ: 1992, 1993

#### 代表
マレーシア
- 東南アジア競技大会: 1989
- ムルデカ大会: 1993

### 監督
MPPJ FC
- マレーシアカップ: 2003
- マレーシア・プレミアリーグ: 2004
- スルタン・ハジ・アフメド・シャー・カップ: 2004

セランゴールFA
- マレーシア・プレミアリーグ: 2005
- ピアラFAマレーシア: 2005
- マレーシアカップ: 2005

パハンFA
- マレーシア・プレミアリーグ

準優勝: 2012
- マレーシアカップ: 2013

PDRM FA
- マレーシア・プレミアリーグ: 2014

マレーシア
- 東南アジアサッカー選手権:

準優勝:2014